# ناحية قورة تو
ناحية قورة تو (بالكردية: قۆرەتوو)‏ هي إحدى نواحي قضاء خانقين ضمن الحدود الإدارية لمحافظة السليمانية لأنها ضمن مناطق إدارة كرميان في إقليم كردستان العراق.

## قرى ناحية قورة تو
تضم الناحية 72 قرية. الاسم الكردي بين القوسين:
- آواي شيخ غريب (ئاوای شێخ غەریب)
- آواي كوره (ئاوای گەورە)
- ألي خاله (ئەلی خاڵە)
- ألي مير (ئەلی میر)
- إدارة (ئیدارە) أو ميرزا رحيم
- باريكه (باریکە)
- بانزمين سيد محمد (بانزەمینی سەید محەمەد)
- بانزمين سيد كريم (بانزەمینی سەیدکەریم)
- بانزمين ملا سليمان (بانزەمینی مەلا سڵێمان)
- بانبور (بانەبۆر)
- برده علي السفلى (بەردەعەلی خواروو)
- برده علي العليا (بەردەعەلی سەروو)
- بشت بنك (پشت پەنگ)
- برويز خان (پەروێزخان)
- تازده كروشله (تازەدێی گۆڕەشەلە)
- تازه شار (تازەشار)
- تنوره (تەنوورە)
- توب عسكر (تۆپ عەسکەر)
- جم جقل (چەم چەقەڵ)
- جوار كلاو السفلى (چوارکڵاوی خواروو)
- جوار كلاو العليا (چوارکڵاوی سەروو)
- جوار كلاو كويخا (چوارکڵاوی کوێخا)
- جياسوز (چیا سەوز)
- حاجي خليل (حاجی خەلیل)
- حميد آوا (ح ئاوا)
- حوش كورو (حەوش کوڕو) أو كويخا رمضان
- خدري كوره (خدری گەورە)
- خيال (خەیاڵ)
- داره خورما سيد غريب (دارەخورمای سەیدغەریب)
- داره خورما محمد سالم (دارەخورمای محمەدسالم)
- داره خورما ملا حسن (دارەخورمای مەلاحەسەن)
- دوره (دەورە)
- دولي بكزاد (دۆڵی بەگزاد)
- رزوار (ڕەزوار)
- صالح أغا (ساڵەح ئاغا)
- سبحان آوا (سوبحان ئاوا)
- سرقزل (سەرقزڵ)
- سنكر السفلى (سەنگەری خواروو)
- سنكر العليا (سەنگەری سەروو)
- سنكر الوسطى (سەنگەری ناوەڕاست)
- سوزبلاخ الصغرى (سەوزبڵاخی بچووک)
- سوزبلاخ الكبرى (سەوزبڵاخی گەورە)
- سي كون (سەی کەوەن)
- سيد سيخي (سەید سیخی)
- سيد مصطفى (سەیدمستەفا)
- سياوله رشيد (سیاوڵەی ڕەشید)
- سياوله شيخ نجم (سیاوڵەی شێخ نەجم)
- سي خران (سێ خڕان)
- شيخ فيض الله (شێخ فەیزوڵا)
- شيرون (شێرەوەن)
- علي أغا (عەلی ئاغا)
- غيدان (غەیدان)
- قادر أغا (قادرئاغا)
- قلعة تبه السفلى (قەڵاتەپەی خواروو)
- قلعة تبه العليا (قەڵاتەپەی سەروو)
- قلمه (قەڵەمە)
- كاكولي (کاکۆڵی)
- كاني بمو (کانی پەموو)
- كاني زرد (کانی زەرد)
- كاني شيرينه (کانی شیرینە)
- كاني ماسي (کانی ماسی)
- كلاي ميره (کەلای میرە)
- كرمك قيصر (گەرمک قەیسەر)
- كربوله (گەڕەپوولە)
- كورشله (گۆڕەشەلە)
- مجيد سالار (مەجیدسالار)
- محمود قجر (مەحمودقەجەر)
- مركز حدود (مەرکەزحدود)
- مركز شيخ (مەرکەزشێخ)
- موسى عثمان (موساعوسمان)
- هنجيري كاكاي (ھەنجیرەی کاکەیی)
- هنجيري كويخاشامراد (ھەنجیرەی کوێخاشامراد)
- ولي أغا (وەلی ئاغا)